# Hephaestus Fossae
Hephaestus Fossae é uma trincheira no quadrângulo de Cebrenia em Marte, cuja localização está centrada a 21.1 latitude norte e 237.5 longitude oeste.  Sua extensão é de 604 km e seu nome vem de uma formação de albedo clássica. Nessa região, há um sistema de canais que fora possivelmente criado por um fluxo de água. Foi sugerido, que a fonte desta água era gelo subterrâneo derretido por um grande impacto.